# Институт тяжёлых ионов
Центр по изучению тяжёлых ионов имени Гельмгольца (нем. GSI Helmholtzzentrum für Schwerionenforschung), до 2008 года: Институт тяжёлых ионов (нем. Gesellschaft für Schwerionenforschung, сокр. GSI) — научно-исследовательский центр в Германии. Расположен в Виксхаузене, районе Дармштадта.
Лаборатория проводит фундаментальные и прикладные исследования в физике и смежных естественнонаучных дисциплинах. Основные области исследования:
- физика плазмы,
- атомная физика,
- исследования ядерной структуры и ядерных реакций ,
- биофизика и медицинские исследования.

Благодаря бомбардировкам атомов тяжелыми ионами был произведен синтез ядер бория (1981), мейтнерия (1982), хассия (1984), дармштадтия (1994), рентгения (1994), коперниция (1996).

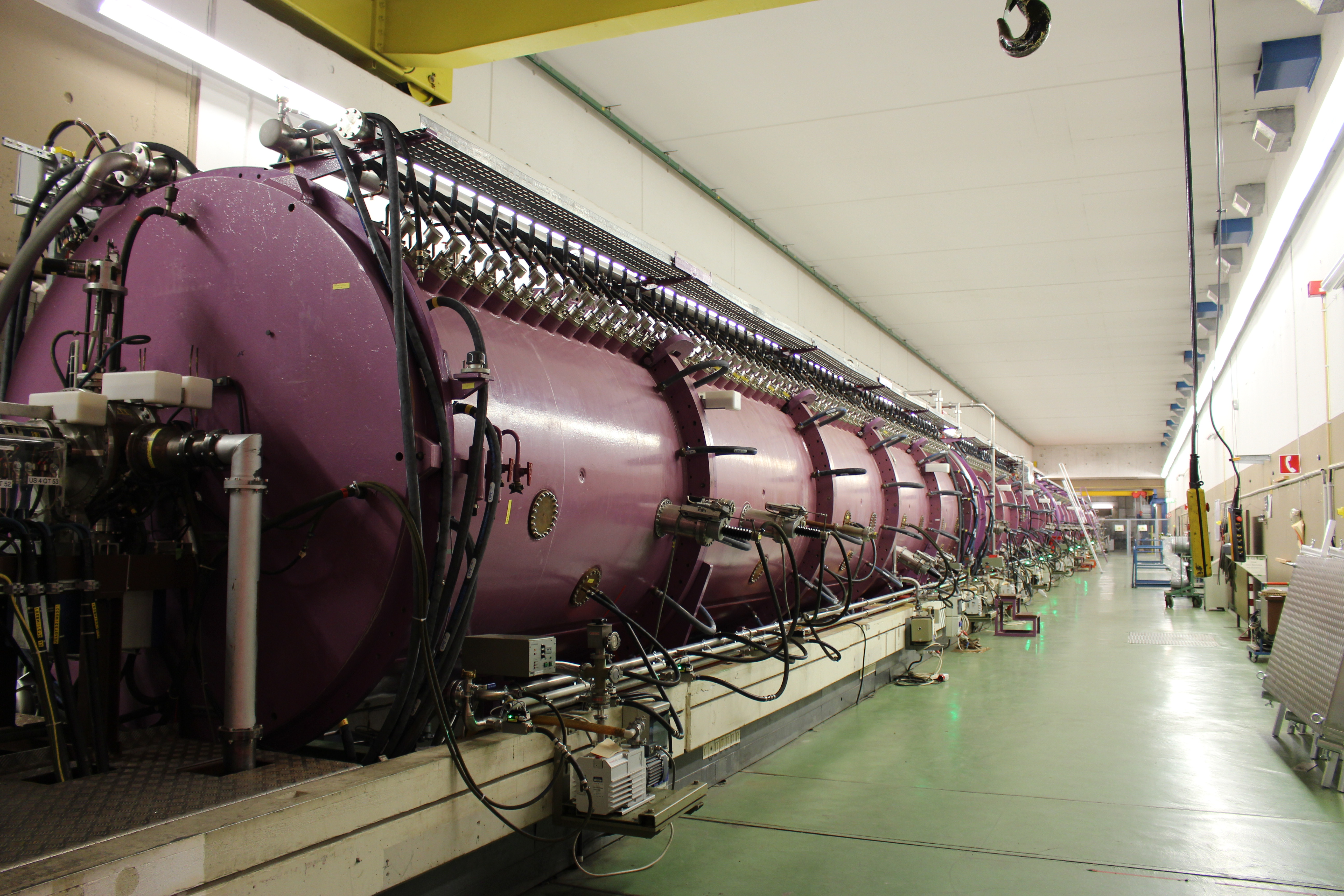
Линейный ускоритель UNILAC

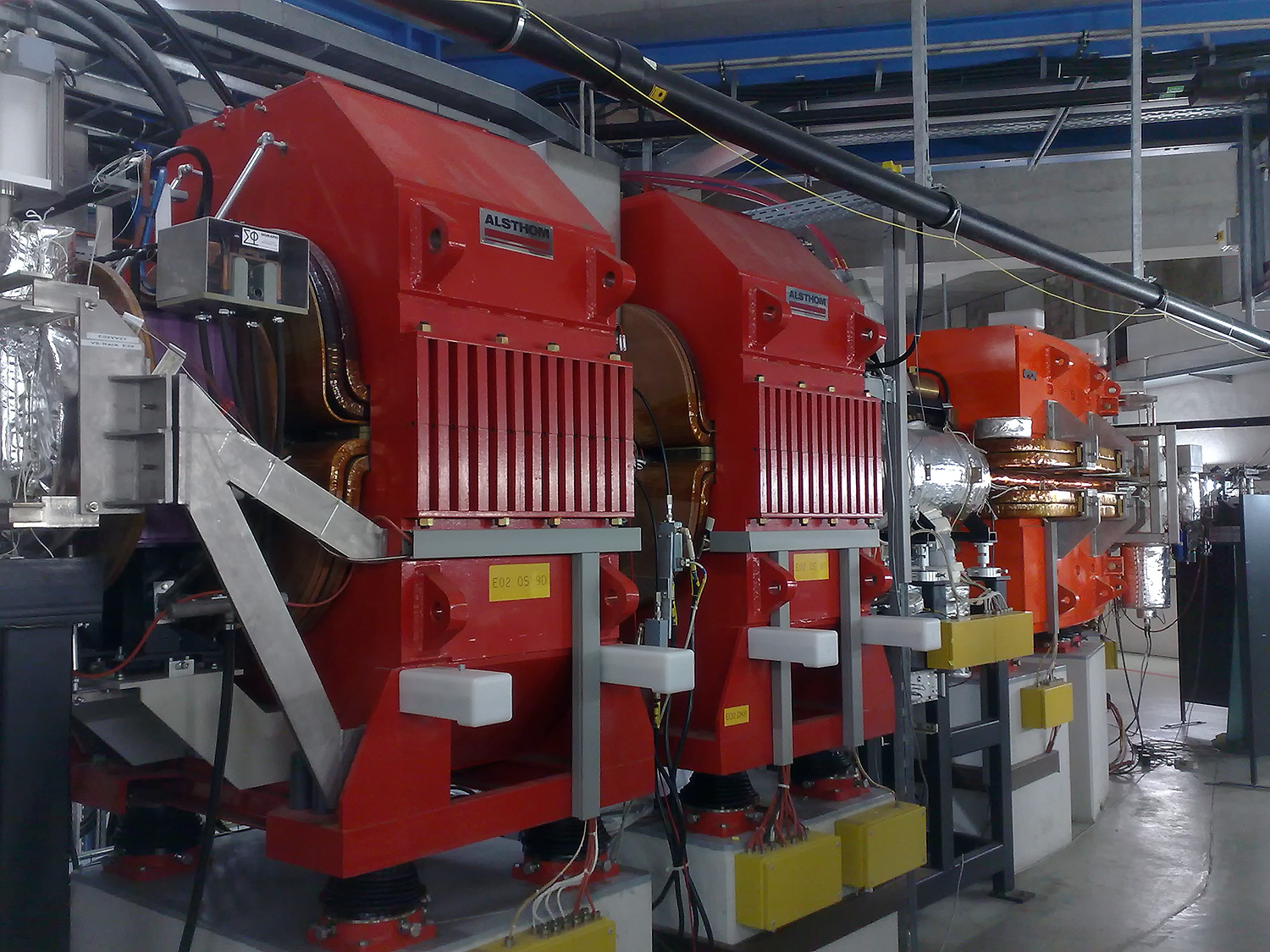
Магнитные элементы кольца ESR

## Ускорительный комплекс GSI[2]
- UNILAC (англ. Universal Linear Accelerator) — 120 м линейный ускоритель тяжёлых ионов на энергию 2 — 11,4 МэВ/нуклон, запущен в 1975 году.
- SIS18 (нем. SchwerIonenSynchrotron) — синхротрон с периметром 216 м, который может ускорить ионы до 90 % от скорости света (что соответствует магнитной жёсткости 18 Тл·м)[3].
- ESR (англ. Experimental Storage Ring) — накопительное кольцо с системой электронного охлаждения, для накопления пучков как из SIS18, так и вторичных пучков короткоживущих ионов[4].
- FRS (англ. FRagment Separator) — система каналов транспортировки пучка с разделением пучков изотопов по отклонению в магнитных полях[5].

## Другие исследовательские установки центра
- LAND (англ. Large Area Neutron Detector) — детектор нейтронов;
- SHIP (англ. Separator for Heavy Ion reaction Products) — электромагнитный фильтр скоростей;
- FOPI (англ. Four Pi — 4π) — большой детектор частиц для изучения физики ядерных реакций;
- HADES (англ. High Acceptance Di-Electron Spectrometer) — спектрометр для изучения свойств адронов, особенно при высоких давлениях и температурах[6].;
- Процедурный кабинет для терапии опухолей ускоренными ионами углерода;
- nhelix (англ. Nanosecond High Energy Laser for Heavy Ion Experiments) — наносекундный лазер, мощностью 10 ГВт;
- PHELIX (англ. Petawatt High Energy Laser for Heavy Ion Experiments) — петаваттный исследовательский лазер.

## Развитие центра
- FAIR (англ. Facility for Antiprotons and Ions Research) — международный проект комплекса ускорителей и детекторов, включающий в себя тяжелоионные синхротроны, накопители вторичных пучков, электрон-ионный коллайдер[7].

## История
В 1994-2010 годах в институте работал советский физик, основатель физики твёрдого тела в Латвийской ССР Курт Куртович Шварц, который переехал в Германию после развала Академии наук Латвии и ликвидации его лаборатории в Институте физики. Поскольку на ускорителях обычно работают ученые-ядерщики, а для исследования радиационных процессов в веществе им требовался специалист по физике твёрдого тела, Шварц возглавил это направление на 7 лет.

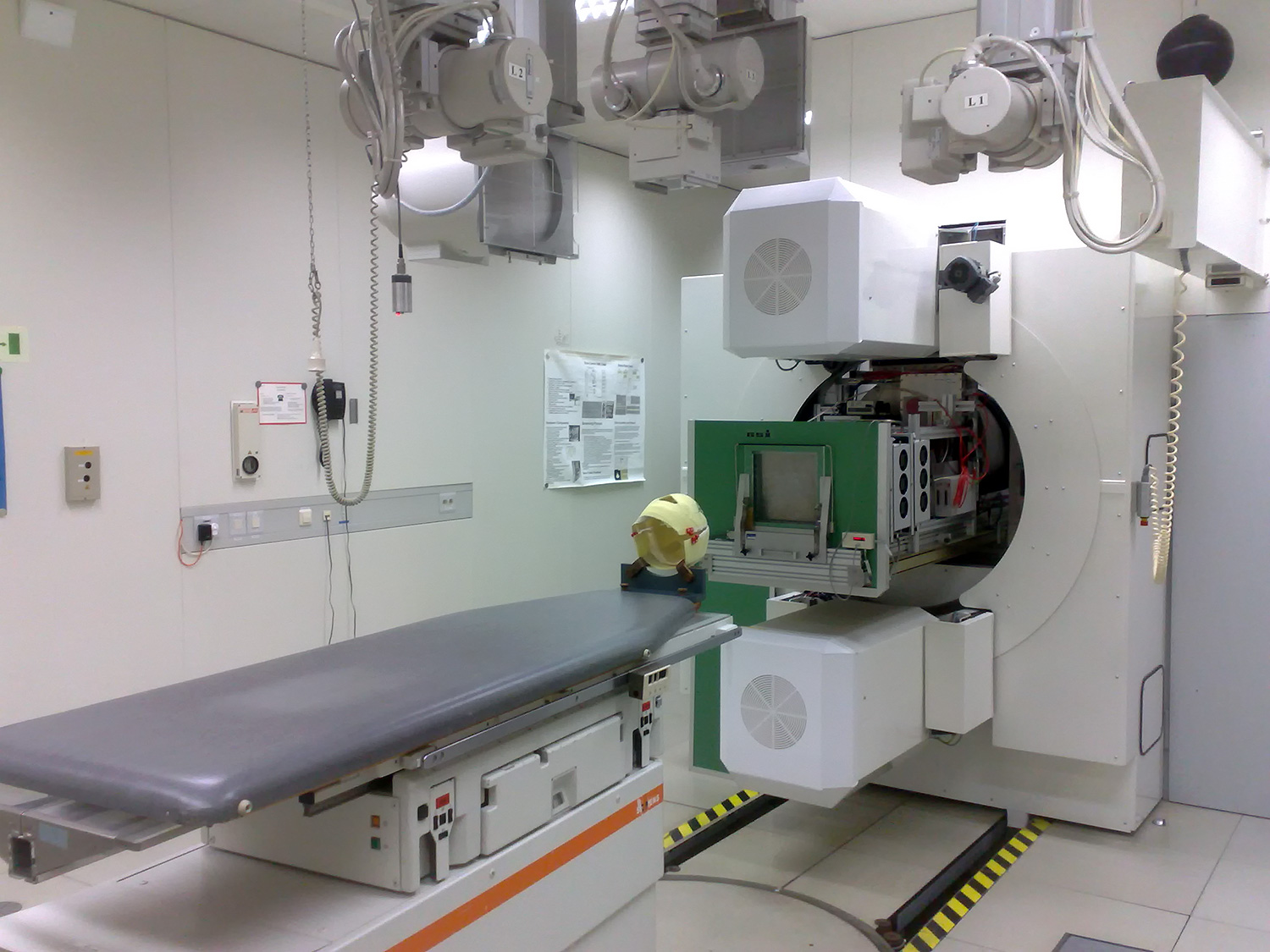
Лечебный центр терапии тяжёлыми ионами